# كيسي براون
كيسي براون (بالإنجليزية: Kasey Brown) هي لاعبة الاسكواش أسترالية، ولدت في 1 أغسطس 1985 في تاري في أستراليا.

## وصلات خارجية
- الموقع الرسمي
- كيسي براون على موقع SquashInfo.com (الإنجليزية)
- كيسي براون على موقع اتحاد ألعاب الكومنولث (مؤرشف) (الإنجليزية)
- كيسي براون على موقع اتحاد ألعاب الكومنولث (مؤرشف) (الإنجليزية)
- كيسي براون على موقع دورة ألعاب الكومنولث 2006 (مؤرشف) (الإنجليزية)